# Barton County (Missouri)
Das Barton County ist ein County im US-amerikanischen Bundesstaat Missouri. Im Jahr 2020 hatte das County 11.637 Einwohner und eine Bevölkerungsdichte von 7,6 Einwohnern pro Quadratkilometer. Der Verwaltungssitz (County Seat) ist Lamar, das nach Mirabeau B. Lamar benannt wurde, dem zweiten Präsidenten der Republik Texas.

## Geografie
Das County liegt im Südwesten von Missouri und grenzt im Westen an Kansas. Es hat eine Fläche von 1546 Quadratkilometern, wovon sechs Quadratkilometer Wasserfläche sind. An das Barton County grenzen folgende Nachbarcountys:
|                          | Vernon County | Cedar County |
| Crawford County (Kansas) |               | Dade County  |
|                          | Jasper County |              |

## Geschichte

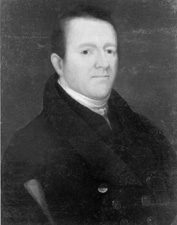
D. Barton

Das Barton County wurde am 12. Dezember 1855 aus Teilen des Jasper County gebildet. Benannt wurde es nach David Barton (1783–1837), einem US-Senator von Missouri (1821–1831).

Einer der bekanntesten Bürger des Countys war Harry S. Truman (1884–1972), der 33. Präsident der Vereinigten Staaten, der in Lamar geboren wurde.

## Demografische Daten
Nach der Volkszählung im Jahr 2010 lebten im Barton County 12.402 Menschen in 4.949 Haushalten. Die Bevölkerungsdichte betrug 8,1 Einwohner pro Quadratkilometer. In den 4.949 Haushalten lebten statistisch je 2,54 Personen.
Ethnisch betrachtet setzte sich die Bevölkerung zusammen aus 95,0 Prozent Weißen, 0,4 Prozent Afroamerikanern, 1,1 Prozent amerikanischen Ureinwohnern, 0,2 Prozent Asiaten sowie aus anderen ethnischen Gruppen; 2,5 Prozent stammten von zwei oder mehr Ethnien ab. Unabhängig von der ethnischen Zugehörigkeit waren 1,9 Prozent der Bevölkerung spanischer oder lateinamerikanischer Abstammung.
25,9 Prozent der Bevölkerung waren unter 18 Jahre alt, 56,9 Prozent waren zwischen 18 und 64 und 17,2 Prozent waren 65 Jahre oder älter. 50,7 Prozent der Bevölkerung war weiblich.
Das jährliche Durchschnittseinkommen eines Haushalts lag bei 39.573 USD. Das Prokopfeinkommen betrug 19.117 USD. 15,7 Prozent der Einwohner lebten unterhalb der Armutsgrenze.

## Ortschaften im Barton County
| Citys - Golden City - Lamar - Liberal - Mindenmines | Villages - Burgess - Lamar Heights - Milford |

Unincorporated Communities
| - Boston - Dublin - Iantha | - Irwin - Kenoma - Nashville |

## Gliederung
Das Barton County ist in 15 Townships eingeteilt:
| Township             | Einwohner (2010) | FIPS     |
| -------------------- | ---------------- | -------- |
| Barton City Township | 250              | 29-03502 |
| Central Township     | 561              | 29-12736 |
| City Township        | 4532             | 29-13897 |
| Doylesport Township  | 231              | 29-20026 |
| Golden City Township | 1097             | 29-27694 |
| Lamar Township       | 1490             | 29-40394 |
| Leroy Township       | 223              | 29-41618 |
| Milford Township     | 272              | 29-48116 |
| Nashville Township   | 390              | 29-51248 |
| Newport Township     | 337              | 29-52238 |
| Northfork Township   | 263              | 29-53048 |
| Ozark Township       | 1078             | 29-55748 |
| Richland Township    | 529              | 29-61454 |
| South West Township  | 642              | 29-69194 |
| Union Township       | 507              | 29-74482 |